# F-Station
F-Station (ve francouzském originále La Compagnie des glaces) je první románový příběh francouzského spisovatele Georgese-Jeana Arnauda z cyklu Ledová společnost vydaný v roce 1980.
Jde o postapokalyptický sci-fi román zasazený do prostředí Nové doby ledové. Autor má bohaté zkušenosti z tvorby prozaických děl mnoha žánrů – špionážních, detektivních, a do jisté míry je uplatňuje i v této knize (respektive celé sérii). Je znát, že G. J. Arnaud psal i erotickou literaturu, kniha obsahuje několik lechtivých pasáží, které však nejsou vulgární.
Česky vydalo knihu nakladatelství Najáda Praha v roce 1992.

## Postavy
- Farell – Lienův zástupce.
- Floa Sadon – dcera guvernéra 17. provincie.
- Harl Mern – etnolog a současný zoolog, zabýval se výzkumem Zrzavých lidí.
- Lamo – člen Lienového vědeckého týmu.
- Lien Rag - vědec, glaciolog, hlavní postava.
- Otec Floy Sadon – guvernér 17. provincie Transevropské společnosti.
- Skoll – poručík Bezpečnosti, vždy v patách Lienovi.
- Vicra – major Bezpečnosti, vede výslech Liena.
- Yan – seismolog, člen Lienového vědeckého týmu.
- Yeuze Semper – kabaretní zpěvačka.

## Námět
Vědec glaciolog Lien Rag provádí měření vrstvy zalednění a se svým týmem odjíždí do odlehlého sektoru. Přestože jde o nepoužívanou trať, která ani není v mapě, kolem jejich soupravy projede několik vlakových kolon. Vzápětí je Lien podroben výslechu a obviněn ze smyšlených zločinů. Stává se obětí vysoké hry…

## Děj
Glaciolog Lien Rag se svým týmem pracuje pro Společnost, mapuje ledovou pokrývkou a zaznamenává její nárůst. Žádá o přidělení parní lokomotivy, která by se mu hodila ke své práci, ale ví, že prakticky nemá šanci ji získat.
Do Grand Star Station (GS Station) – velkého města Transevropské společnosti – přijíždí guvernér 17. provincie. Liena Raga pozve jeho dcera Floa Sadon na banket. Její otec si přeje glaciologický průzkum v sektoru Bia. Floa bere Liena na vyjížďku do kolonie vyděděnců, lidí, kteří se dobrovolně izolují od Společnosti a raději trpí nedostatkem, zato si uchovávají jistou svobodu. Lienu Ragovi připadne bláznivé dobrovolně se zříkat tepla a pohodlí. Zde se také poprvé setkává se Zrzavým mužem. Jako většina spoluobčanů k nim cítí určitý odpor a zároveň strach. Ví se o nich jen málo, neboť Zrzaví lidé se straní. Je překvapen, že muž dokáže mluvit. Pochopí, že zde probíhá nelegální výměnný obchod. Kožešiny za potraviny a další zboží.
Cestou do kolonie míjí dlouhé kolony vlaků – je to stotisícové město F-Station, které je celé někam deportováno.
Po návratu do GS Station mu přijde zpráva, je mu přidělena parní lokomotiva LB 117. Zařídil to guvernér. Lien se seznamuje s Yeuze, mladou ženou, která ho zaujme svou přirozenou krásou.
Se svým týmem vyráží s vrtnou soupravou taženou novou parní lokomotivou do odlehlého sektoru Bia na území bývalého Polska. Položí vedlejší kolej a pustí se do měření. Zničehonic se venku objeví vlci a obklíčí vlakovou soupravu. Vyjde najevo, že vlky tam někdo záměrně drží, nemohou odtud odejít. Mezitím jim někdo odmontoval vedlejší kolej a výhybku. Po nepoužívané zchátralé koleji začnou jezdit záhadné vlaky, dlouhé konvoje. Celé je to velice podivné. Situaci hlásí úřadu Bezpečnosti v nejbližším městě Kross Station.
Jakmile položí novou kolej (navzdory přítomnosti vlků), Lien Rag s několika lidmi odjíždí s lokomotivou do Kross Station, kam jsou předvoláni. Lienův zástupce Farell, seismolog Yan a strojvedoucí Lamo zůstávají na místě.
Bezpečnost si stroj přesměruje jinam, přepadová jednotka vnikne do lokomotivy a zatkne je. Lien Rag je obviněn z nelegálního obchodu s palivem. Proti Lienovi je vykonstruováno obvinění, začíná chápat, že se stal obětí nějaké vysoké hry. Major Vicra jej mučením nutí, aby udal Flou Sadon. Lien Rag odolá, stále věří, že ona a její otec jsou jedinými lidmi, kteří mu mohou pomoci.
Za několik dní je propuštěn a odjíždí do River Station, hlavního města 17. provincie. Zde se setkává s Floou. Bere jej do rekreačního klubu pro zámožné. Tady mu prozradí víc. Jsou v tom akcie Společnosti, akcionáři se stávají nepohodlnými, jak se postupně vynořují tendence změnit systém v diktaturu.
Floa trvá na spěšném návratu do sektoru Bia. Lien je proti, ale dcera guvernéra se chce dozvědět víc o oněch tajemných vlacích. Na místě nachází zbytek glaciologova týmu v odpojených vagonech, došlo jim palivo. Bezpečnost je zde nechala umrznout. Jedou opatrně dál, když narazí na velkou skupinu Zrzavých lidí. Jeden muž ze skupiny jim ukazuje, aby šli za ním. Lien Rag váhá, ale nakonec jde. Muž ho vede ke zřícenému mostu. Ragovi se naskytne hrůzný pohled do propasti, dole jsou trosky stovek několikapatrových vagónů. Podle řetízků, které mají ženy Zrzavých lidí na krku pozná, že jde o vlaky města F-Station. Bezpečnost se tak zbavila nepohodlných lidí.
Zrzaví lidé sbírají věci z rozbitých vagónů, pro které najdou využití. Muž po Ragovi chce, aby dezaktivoval kotel lokomotivy, který stále pracuje. Problém je v tom, že k ohřevu vody se používá radioaktivní odpad. Lien se brání, ale nemá na vybranou...
Mezi Zrzavými lidmi se pohybuje Otec Petr – člověk z Církve Neokatolíků. Popírá zjevnou tragédii tvrzením, že se stala již dávno. Neokatolíci vlastní důležitý balík akcií Společnosti.
Zrzaví lidé, kteří blokovali koleje ráno zmizeli. Cesta domů do River Station je volná. Floa chce, aby s ní Lien žil. Uplyne měsíc a chystá se sňatek. Lien využívá bohaté knihovny guvernéra ke shromažďování informací o Zrzavých lidech. Na jednom z mnoha večírků narazí na etnologa a současného zoologa Harla Merna. Ten o Zrzavých lidech ví mnohem více. Domluví si s Lienem Ragem společný oběd. Další den se Lien dozví, že doktor Mern byl odvolán z města do Grand Star Station. Mern však stihne glaciologovi zavolat a sdělit mu název encyklopedie, z níž má čerpat a odrazit se k dalšímu pátrání.
Floa jej vytáhne do kabaretu, kde Lien po čase opět setká s Yeuze. Uvědomí si, že mu chyběla, cítí, že ji miluje. Yeuze chce vědět, co se stalo s Farellem. Lien jí vše řekne. V archivech narazí na jméno města Fionie, nynějšího F-Station. Chce pokračovat v pátrání, Yeuze mu slíbí pomoc a řekne něco o Společnosti. Ta vlastní chovné stanice vlků, hodí se jí, aby si pustina udržela svůj nebezpečný charakter. Co kdyby se někomu zachtělo opustit její mateřské lůno a najít si novou svobodnou existenci?
Lien ví, že musí opustit ochranu Floy a jejího otce. S lokocarem odjíždí do sektoru Bia, ale všechny stopy po tragédii jsou pečlivě zahlazeny. Zbývá jediná naděje. Najít zbytek F-Station. Vydává se na sever.
Cestou má problém obstarat si palivo, jednotlivé stanice mu ho odmítají doplnit. Určitě je za tím Bezpečnost. Podaří se mu nějaké sehnat na černém trhu v Ots Station. Tady také zjistí, že F-Station bylo posláno na polární síť do těsné blízkosti válečné fronty. Lien pokračuje dál směrem k polární síti, ale v Kola Station je zadržen a setkává se opět s poručíkem Skollem. Ten je dokonale obeznámen s Lienovými kroky i plány. Nabízí mu pomoc.
Glaciolog mu příliš nedůvěřuje. Skoll podává pádný důkaz, rozepne košili a Lien spatří jeho hustě ochlupenou hruď. Skollův otec byl Zrzavý. On sám má osobní zájem rozluštit tajemství obestírající jeho národ. Ví, že Lien Rag se už dlouhou dobu pokouší o totéž. Dál pokračují spolu. Jedou frontovou oblastí, kolem zuří boje, vybuchují granáty, hoří celé vlakové soupravy. Musejí opustit lokocar a použít psí spřežení, aby zdolali zbývající kilometry a dostali se do F-Station.
Tady se po obtížném pátrání dozvídají děsivou pravdu. Společnost si chrání svůj monopol. Zajišťuje lidem zdroje a má je pod svou kontrolou. Nepotřebuje, aby se lidé pokoušeli jakýmkoli způsobem zdolat nástrahy zimy. V F-Station žil genetik jménem Vily Fuk. On je zodpovědný za onu stěží pochopitelnou odolnost Zrzavých lidí vůči tuhému mrazu. Společnost to ví a proto se snaží zlikvidovat vědecké práce Fuka a v lidech podnítit opovržení a rasismus vůči Zrzavým lidem. Proto skončila v propasti v sektoru Bia celá intelektuální čtvrť F-Station, kde byly školy, knihovny a nakladatelství.
Skollovi se s Lienem podaří získat jednu velmi cennou knihu. Oba vědí, že teď jsou ve velkém nebezpečí. Z města musí uprchnout před Bezpečností. Přechází sopečnou oblast, kde led taje a mohlo by zde svobodně žít mnoho lidí a po strastiplném trmácení se dostanou do Norv Station.
Lien se v utajení vrací do River Station za Yeuze. Dozvídá se, že Floa jej zradila za balík akcií. Je pevně rozhodnut nevzdat se a bojovat za lepší zítřky. Chce odjet do GS Station, založit podzemní hnutí a znovu vydat Fukovu knihu, která má velkou hodnotu. Jmenuje se Šikmá trať...